# Territorialorganisation der US-Streitkräfte in Deutschland

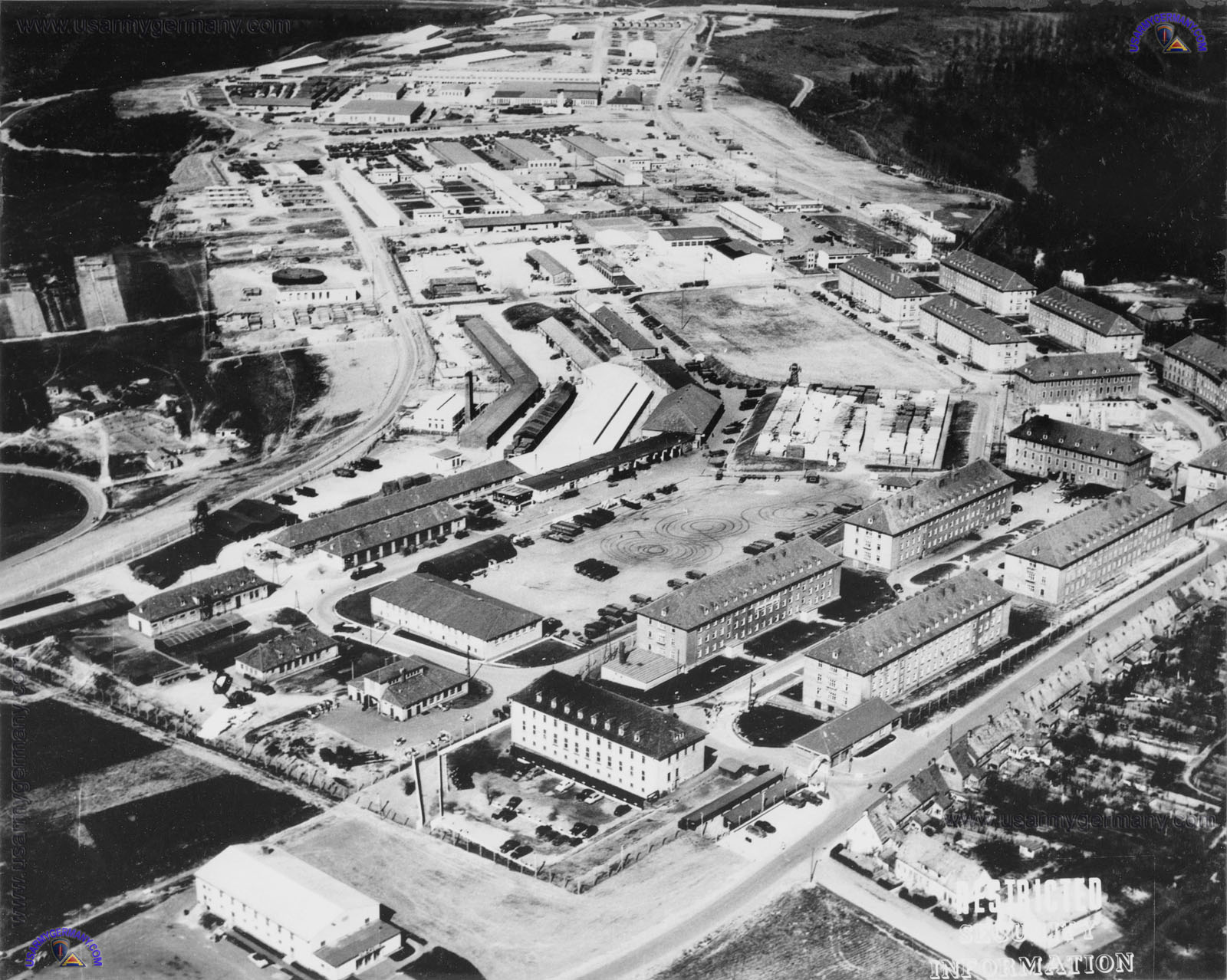
Husterhöh-Kaserne in Pirmasens, 1953

Die Territorialorganisation der US-Streitkräfte in Deutschland ergänzt die Wikipedia-Seite Liste der amerikanischen Militärstandorte in Deutschland. Um die Originalität zu erhalten, folgen die Ortsnamen – so weit es vertretbar erschien – den bei den US-Streitkräften üblichen Bezeichnungen (d. h. spätere Gemeindereformen werden nicht berücksichtigt).

## Zeit der Besatzung 1945–1952
| Amberg |

| Bad Wildungen |

| Bayreuth |

| Berchtesgaden |

| Mannheim |

| Kassel |

| Kaufbeuren |

| Berlin |

| Grafenwöhr |

| Heidelberg |

| Frankfurt |

| Darmstadt |

| Gießen |

| Hanau |

| Fulda |

| Wiesbaden |

| Fritzlar |

| Kitzingen |

| Landshut |

| Murnau |

| Göppingen |

| Munich |

| Bad Tölz |

| Stuttgart |

| Nürnberg |

| Ansbach |

| Augsburg |

| Fürstenfeldbruck |

| Würzburg |

| Bamberg |

| Schweinfurt |

| Garmisch |

| Weiden |

| Wetzlar |

| Regensburg |

| Sonthofen |

| Bad Kissingen |

| Erding |

| Erlangen |

| Giebelstadt |

| Lechfeld |

| Neubiberg |

| Nordholz |

| Oberpfaffenhofen |

| Rhein Main |

| Straubing |

| Bad Nauheim |

| Bad Nauheim |

| Grohn |

| Wesermünde |

Nach der Übernahme der „obersten Regierungsgewalt in Deutschland“ durch die vier Siegermächte des Zweiten Weltkrieges in der Berliner Deklaration vom 5. Juni 1945 und der Einnahme der verabredeten Besatzungszonen, standen die USA ebenso wie Großbritannien, Frankreich und die Sowjetunion vor dem Problem der territorialen Organisation des besiegten Deutschlands.
Das amerikanische Kriegsministerium (US War Department) übertrug den Großverbänden die Aufgabe der Wahrung der öffentlichen Sicherheit in ihrem jeweiligen Stationierungsgebiet. Die Abgrenzung der Verantwortungsbereiche orientierte sich an den Grenzen der ehemaligen Länder, Provinzen und Kreise. Mit Wirkung vom 1. August 1945 wurde folgende Einteilung vom Hauptquartier United States Forces European Theater (USFET) in Frankfurt am Main unter dem Kommando von General Dwight D. Eisenhower vorgenommen:
- Eastern Military District in München, umfasste das Land Bayern und wurde von den Verbänden der Third Army[2]  mit HQ in Bad Tölz und München unter dem Befehl von General George S. Patton kontrolliert:
  - XV Corps
    - 1st ID "The Big Red One" (Unterfranken)
    - 102nd ID (Oberfranken)
    - 4th AD (Oberpfalz, Niederbayern)
    - XV Corps Artillery (Mittelfranken)

  - XX Corps
    - 9th ID "Old Reliables" (Oberbayern)
    - 71st ID (Schwaben)
- Western Military District in Heidelberg, umfasste die Länder Groß-Hessen und Württemberg-Baden und wurde von den Verbänden der Seventh Army mit HQ in Heidelberg unter dem Befehl von General Alexander M. Patch kontrolliert:
  - 3rd ID "Marne Division" (Groß-Hessen ohne Landkreise Bergstraße und Erbach)
  - 6th ID (Württemberg-Baden sowie die hessischen Landkreise Bergstraße und Erbach)
  - 7th Army Headquarters Area (Stadt Heidelberg)
- USFET Restricted Area, umfasste die Städte Frankfurt am Main und Wiesbaden sowie den Obertaunuskreis und den Main-Taunus-Kreis und unterstand direkt dem Hauptquartier USFET
- Berlin District für den Amerikanischen Sektor der Stadt Berlin, kontrolliert durch 82nd Airborne Division "All American" (ab 24. November 1945 durch 78th ID "Lightning Division")
- Bremen Enclave bestehend aus den Städten Bremen und Bremerhaven sowie den Kreisen Wesermarsch, Wesermünde und Osterholz, kontrolliert durch 29th ID.

Vom 1. April 1946 bis zum 30. Juni 1946 wurde Seventh Army Area aufgelöst und beide Districts unter Third Army Area, Heidelberg, zusammengelegt. Nunmehr bestanden nur noch:
- 1st ID, Regensburg, für Ostbayern
- Nürnberg-Fürth Enclave als besondere territoriale Einheit wegen der Kriegsverbrecherprozesse
- 3rd ID, Würzburg, für Hessen und Unterfranken
- 9th ID, Augsburg, für Südbayern und Württemberg-Baden
- USFET Restricted Area weiterhin für Frankfurt und Wiesbaden
- Heidelberg Area Command für die Städte Heidelberg und Mannheim sowie deren Landkreise

Mit Genehmigung des US War Departments begann ein Jahr nach der bedingungslosen Kapitulation auf Drängen des Oberbefehlshabers General Lucius D. Clay der Nachzug der Familienangehörigen der in Deutschland stationierten Soldaten. Der erste Transport der „dependents“ traf an der Columbuskaje in Bremerhaven am 28. April 1946 ein. Zur Aufnahme der amerikanischen Familien wurden 49 Military Communities in Deutschland und 3 in Österreich eingerichtet. Als erste Military Community meldete sich Gießen am 1. März 1946 einsatzbereit. Der Auftrag für diese Communities war etwas grundsätzlich Neues: es ging nicht mehr darum, Besatzungsaufgaben zu erledigen, sondern amerikanische Familien dabei zu unterstützen, sich fern der Heimat in einem zerstörten Land häuslich einzurichten. Alle Military Communities mussten über eine Post Exchange, kurz PX (Kaufhaus), ein Commissary (Lebensmittelmarkt) sowie Bäckerei, Schusterei, Wäscherei, Reinigung verfügen.  Am 23. Mai 1949 wurde ein eigenständiger Kommandobereich Österreich (United States Forces, Austria) geschaffen. Die logistische Versorgung der Military Communities oblag US European Command (EUCOM). Es entstanden folgende Military Communities:
- Third US Army Area, HQ Heidelberg:

Amberg, Augsburg, Bad Tölz, Bad Wildungen, Bamberg, Bayreuth, Berchtesgaden, Darmstadt, Fulda, Garmisch, Göppingen, Grafenwöhr, Heidelberg, Kassel, Kaufbeuren, Kitzingen, Landshut, Munich, Murnau, Nürnberg, Regensburg, Sonthofen, Stuttgart, Weiden, Wetzlar
- US Air Forces in Europe (USAFE), HQ Wiesbaden:

Ansbach, Bad Kissingen, Erding, Erlangen, Fritzlar, Fürstenfeldbruck, Giebelstadt, Lechfeld, Neubiberg, Nordholz, Oberpfaffenhofen, Rhein Main, Schweinfurt, Straubing, Wiesbaden
- Berlin District, US Army, HQ Berlin-Dahlem:

Berlin
- Headquarters Command, USFET, HQ Frankfurt am Main:

Frankfurt
- Continental Base Section, HQ Bad Nauheim:

Bad Nauheim, Gießen, Grohn (Bremen), Hanau, Mannheim, Wesermünde, Würzburg
- US Forces, Austria, HQ Salzburg:

Linz, Salzburg, Wien
Mit der Verschärfung des Ost-West-Konflikts richtete sich Washington darauf ein, dauerhaft oder zumindest wesentlich länger als ursprünglich geplant in Deutschland militärisch präsent zu sein. Dafür war die provisorische Aufgabenwahrnehmung durch die aktive Truppe obsolet geworden und es wurde eine Polizeitruppe, die eher einer Gendarmerie glich, aus Third Army aufgestellt: → US Constabulary (USCON). Das Hauptquartier nahm am 1. Juli 1946 in Bamberg seinen Dienst auf und meldete sich auch einsatzbereit zur Übernahme der Grenzkontrolle (Border Control) von 1st, 3rd und 9th ID entlang der Ostgrenze der Amerikanischen Zone. Am 15. Februar 1947 übernahm USCON die Funktionen von Third Army und verlegte nach Heidelberg, 1948 bis 1952 in Stuttgart-Vaihingen, ab 24. November 1950 als Teil von Seventh Army.
Zum 15. März 1947 wurde auch die Spitzenorganisation der US-Streitkräfte in Europa den neuen Erfordernissen angepasst. USFET wurde zu US European Command (EUCOM) in Frankfurt am Main umgegliedert und 1948 nach Heidelberg verlegt. Für die Dienstaufsicht über die nun zu Military Posts umbenannten Communities wurden Military Districts eingerichtet. Aus den 58 Military Communities (Stand Juni 1946) wurden 22 Military Posts nach Kriterien der Zweckmäßigkeit ohne Berücksichtigung der Ländergrenzen gebildet. Übrige Standorte wurden als Sub Posts weitergeführt oder aufgegeben:
- 1st Military District im Land Bayern (unter HQ 1st Infantry Division Bad Tölz) mit 10 Military Post HQ (Augsburg, Bad Tölz, Bamberg, Garmisch, Grafenwöhr (bis 30. April 1947 in Amberg), Kaufbeuren, Munich, Nürnberg, Regensburg, Würzburg),
- 2d Military District in den Ländern Hessen und Württemberg-Baden (unter HQ US Constabulary Heidelberg), mit 7 Military Post HQ (Darmstadt, Fulda, Gießen/Wetzlar, Hanau (sofort wieder aufgelöst und auf Frankfurt und Fulda verteilt), Heidelberg, Kassel, Stuttgart), dazu Frankfurt (unter Headquarters Command) und Wiesbaden (unter United States Air Force Europe),
- Bremerhaven Military Post und Bremerhaven Port of Embarkation im Land Bremen,
- Berlin Military Post.

Sämtliche Installationen der amerikanischen Luftstreitkräfte auf den Gebieten der einzelnen Military Posts waren exemt und unterstanden direkt Wiesbaden Military Post und damit USAFE. Diese Zweiteilung der Verantwortungen zwischen US Army und US Air Force ist durchgängig bis in die Gegenwart zu bemerken.
1948 erfolgte die Auflösung der Military Districts, danach übernahm Military Post Division, HQ EUCOM die Dienstaufsicht.

## Zeit der Stationierungsstreitkräfte im Kalten Krieg 1952–1990
Die Ausdehnung des Stationierungsgebiets auf Rheinland-Pfalz brachte zum 1. Dezember 1952 erneut eine tiefgreifende Umgliederung. Oberhalb der Military Posts wurden vier Area Commands gebildet. Die Commands unterstanden United States Army Europe (USAREUR), außer Wiesbaden Military Post, das nach wie vor United States Air Force Europe (USAFE) zugeordnet war. Military Posts und Subposts wurden zu Area Commands zusammengefasst:
- Headquarters Area Command (HACOM):
  - HQ Heidelberg (Seckenheim, Hammond Barracks). Bestand aus dem früheren Heidelberg Military Post (ohne Karlsruhe). 1958 wurde HACOM mit NACOM zusammengelegt.
- Western Area Command (WACOM):
  - HQ Kaiserslautern (Panzer-Kaserne). Bestand aus Rhine Military Post gegründet im September 1950 als Subpost unter Heidelberg (1951 Post). 1958 wurde WACOM mit NACOM zusammengelegt.
- Southern Area Command (SACOM):
  - HQ München (McGraw Barracks). Bestand aus den früheren Augsburg, Garmisch, Munich, Stuttgart und Nürnberg (ohne Bamberg) Military Districts sowie Karlsruhe Subpost aus der Heidelberger Region. 1953–1954 Garmisch und Berchtesgaden zu SEACOM (Southeastern Area Command) zusammengefasst, 1957 Karlsruhe zu HACOM. 1964 wurde die Zahl der Posts von 5 auf 4 verringert (Grafenwöhr als 7th Army Training Center unter Nürnberg Post). 1964 wurden SACOM und NACOM zusammengelegt, HQ SACOM aufgelöst und Munich als Subdivision (neue Bezeichnung der Subpost) zu Augsburg geschlagen.
- Northern Area Command (NACOM):
  - HQ Frankfurt am Main, ab 1958 Heidelberg. Bestand aus den früheren Frankfurt und Würzburg Military Districts sowie Bamberg aus der Nürnberger Region. 1958 wurden HACOM und WACOM mit NACOM zusammengelegt und das „12-post concept“ in der vergrößerten NACOM umgesetzt.
- Bremerhaven Port of Embarkation
- Berlin Command

Neue Führungseinrichtung wurde das USAACOM (US Army Area Support Command) in Frankfurt am Main.
1965 wurde die US Territorial-Organisation der föderalistischen Struktur der Bundesrepublik Deutschland angepasst und die Area Commands mit deutschen geographischen Bezeichnungen versehen (Wiesbaden blieb als USAFE unterstellter Military Post davon unberührt):
- Heidelberg (Seckenheim, Hammonds Barracks) – North Baden Area Command
- Kaiserslautern (Panzer-Kaserne) – Palatinate Area Command
- Bad Kreuznach – Rhineland Area Command
- Augsburg (Reese Barracks) – South Bavaria Area Command
- Nürnberg (Fürth, W. O. Darby Barracks) – North Bavaria Area Command
- Stuttgart (Robinson Barracks) – North Württemberg Area Command
- Frankfurt (3804 Kaserne) – Taunus Area Command
- Gießen (Pendleton Barracks) – Hesse Area Command
- Hanau (Pioneer Kaserne) – Vogelsberg Area Command
- Würzburg (Leighton Barracks) – Franconia Area Command

Nach nur knapp zehn Jahren wurde die Territorialstruktur im Stationierungsraum von USAREUR und USAFE neu geordnet. Zum 1. Juli 1974 wurden 39 Military Communities (mit Wiesbaden 40) gebildet, die bis zum Ende des Kalten Krieges bestehen bleiben sollten. 1976 wurde eine Brigade in Garlstedt stationiert und für territoriale Belange die Norddeutschland Military Community gebildet, die zugleich für Bremerhaven und die Standorte der Nuklearen Verwahrung (→ 59th Ordnance Brigade) in Schleswig-Holstein und Niedersachsen zuständig war (für die Standorte in Nordrhein-Westfalen war dies Gießen MC). Die Communities unterstanden:
- USAREUR (HQ Heidelberg): Heidelberg MC,
- Seventh Army Training Command (HQ Grafenwöhr): Bindlach-Bayreuth, Grafenwöhr, Hohenfels, Regensburg, Vilseck MC (Grafenwöhr und vier weitere Communities 1990 zu einer Community zusammengefasst),
- 21st Support Command (HQ Kaiserslautern; Pfalz und Nordbaden, dazu Norddeutschland): Kaiserslautern, Karlsruhe, Mannheim, Norddeutschland, Pirmasens, Worms, Zweibrücken MC,
- 7th Support Command (HQ Rheinberg): Rheinberg MC,
- V Corps (HQ Frankfurt am Main; Stationierungsraum des Korps gegenüber der „Fulda Gap“): Bad Kreuznach, Baumholder, Darmstadt, Frankfurt, Fulda, Gießen, Hanau, Mainz, Wildflecken MC (Wildflecken wurde 1978 aufgelöst und Fulda zugeschlagen),
- VII Corps (HQ Stuttgart-Möhringen; Stationierungsraum des Korps in Bayern und Baden-Württemberg, dazu noch Garmisch, München und Augsburg): Ansbach, Aschaffenburg, Augsburg, Bad Tölz, Bamberg, Garmisch, Göppingen, Heilbronn, Munich, Neu-Ulm, Nürnberg-Fürth, Schwäbisch Hall, Schweinfurt, Stuttgart, Würzburg MC,
- US Army Berlin (HQ Berlin-Dahlem): Berlin,
- Wiesbaden (blieb bis 1976 unter USAFE und wurde dann V Corps unterstellt).

## Die Territorialstruktur nach dem Kalten Krieg seit 1991
1991 wurden 12 Area Support Groups (ASG) und 26 Base Support Battalions (BSB) sowie Area Support Teams (AST) aus den 39 Military Communities gebildet, um die Funktionalität den neuen Gegebenheiten anzupassen, insbesondere der ständig sinkenden Truppenstärke. Die in rascher Folge stattfindenden Truppenabzüge der 1990er Jahre führten zu einer auch in der Territorialorganisation sich niederschlagenden Veränderung. Ende 1995 bestanden in USAREUR daher nur noch 8 ASG mit 16 BSB und 17 AST.
Das Ende der Area Support Groups kam 2005. In einer offiziellen Zeremonie in Heidelberg wurden sämtliche ASG und BSB außer Dienst gestellt. Der europäische Stationierungsraum wurde in 21 US Army Garrisons (USAG) eingeteilt. Dennoch ging der Auflösungsprozess weiter und führte zu Außerdienststellungen und Zusammenlegungen. 2017 wurden die Garnisonen Grafenwöhr mit Vilseck, Hohenfels und Garmisch zur USAG Bavaria verschmolzen, nachdem bereits zuvor in Hanau eine USAG Hessen, in Würzburg eine USAG Franconia und in Kaiserslautern eine USAG Rheinland-Pfalz geschaffen worden waren. Mit der Auflösung der USAG Rheinberg wurde der Raum Niederrhein – wie überhaupt ganz Norddeutschland – der USAG Schinnen (Niederlande) zugeteilt.
USAREUR ist 2017 noch in Wiesbaden (mit Darmstadt), Ansbach, "Bavaria" (Grafenwöhr mit Vilseck, Hohenfels, Garmisch), Stuttgart, Baumholder und Kaiserslautern präsent. US Air Force unterhält gegenwärtig nur noch zwei Standorte, Ramstein und Spangdahlem, in Deutschland.

## Territorialorganisation der US-Streitkräfte in Deutschland 1947 bis 2017
| Region               | Garnison              | 1947        | Unterstellung | 1952            | Unterstellung | 1965                 | Unterstellung | 1974                 | Unterstellung  | 1991            | Unterstellung  | 2005             | 2017                 | Schließung |
| -------------------- | --------------------- | ----------- | ------------- | --------------- | ------------- | -------------------- | ------------- | -------------------- | -------------- | --------------- | -------------- | ---------------- | -------------------- | ---------- |
| Nordhessen           | Kassel                | MP          | USCON         | MP              | NACOM         |                      |               |                      |                |                 |                |                  |                      | 1952       |
| Nordhessen           | Fulda                 | MP          | USCON         | Subpost         | NACOM         |                      |               | MC                   | V Corps        | 220th BSB       | 104th ASG      |                  |                      | 1994       |
| Nordhessen           | Fritzlar AB           | Air Base    | Wiesbaden MP  |                 |               |                      |               |                      |                |                 |                |                  |                      | 1951       |
| Oberhessen           | Gießen                | MP          | USCON         | MP              | NACOM         | Hesse AC             | USAACOM       | MC                   | V Corps        | 234th BSB       | 104th ASG      | USAG             |                      | 2008       |
| Oberhessen           | Wetzlar               | MP          | USCON         |                 |               |                      |               |                      |                |                 |                |                  |                      | 1951       |
| Südhessen            | Hanau                 | MP          | USCON         | MP              | NACOM         | Vogelsberg AC        | USAACOM       | MC                   | V Corps        | 414th BSB       | 104th ASG      | USAG Hessen      |                      | 2008       |
| Südhessen            | Frankfurt am Main     | MP          | USCON         | MP              | NACOM         | Taunus AC            | USAACOM       | MC                   | V Corps        | 418th BSB       | 103rd ASG      |                  |                      | 1995       |
| Südhessen            | Wiesbaden             | MP          | USAFE         | MP              | USAFE         | MP                   | USAFE         | MC                   | USAFE/ V Corps | 221st BSB       | 103rd ASG      | USAG             | USAG                 |            |
| Südhessen            | Darmstadt             | MP          | USCON         | Subpost         | NACOM         |                      |               | MC                   | V Corps        | 233rd BSB       | 104th ASG      | USAG             | USAG Wiesbaden       |            |
| Südhessen            | Rhein Main AB         | Air Base    | Wiesbaden MP  | Air Base        | USAFE         | Air Base             | USAFE         | Air Base             | USAFE          |                 |                |                  |                      | 2005       |
| Südhessen            | Wiesbaden AB          | Air Base    | Wiesbaden MP  | Air Base        | USAFE         | Air Base             | USAFE         |                      |                |                 |                |                  |                      | 1973       |
| Südhessen            | Lindsey AS            | Air Station | Wiesbaden MP  | Air Station     | USAFE         | Air Station          | USAFE         |                      |                |                 |                |                  |                      | 1974       |
| Nordbaden            | Heidelberg            | MP          | USCON         | MP              | HACOM         | North Baden          | USAACOM       | MC                   | USAREUR        | 411th BSB       | 26th ASG       | USAG             |                      | 2014       |
| Nordbaden            | Mannheim              |             |               |                 |               |                      |               | MC                   | 21st SUPCOM    | 293rd BSB       | 26th ASG       | USAG             |                      | 2014       |
| Nordbaden            | Karlsruhe             |             |               | MP/ Subpost     | SACOM/ NACOM  |                      |               | MC                   | 21st SUPCOM    | 291st BSB       | 26th ASG       |                  |                      | 2013       |
| Nord-württemberg     | Stuttgart             | MP          | USCON         | MP              | SACOM         | North Württemberg AC | USAACOM       | Greater Stuttgart MC | VII Corps      | Prov BSB        | 6th ASG        | USAG             | USAG                 |            |
| Nord-württemberg     | Göppingen             |             |               | Subpost         | SACOM         |                      |               | MC                   | VII Corps      | Prov BSB        | 6th ASG        |                  |                      | 1992       |
| Nord-württemberg     | Heilbronn             |             |               | Subpost         | SACOM         |                      |               | MC                   | VII Corps      | Prov BSB        | 6th ASG        |                  |                      | 1992       |
| Nord-württemberg     | Schwäbisch Hall       |             |               | Subpost         | SACOM         |                      |               | MC                   | VII Corps      |                 |                |                  |                      | 1995       |
| Unter-franken        | Würzburg              | MP          | 1st ID        | MP              | NACOM         | Franconia AC         | USAACOM       | MC                   | VII Corps      | 417th BSB       | 98th ASG       | USAG Franconia   |                      | 2008       |
| Unter-franken        | Wildflecken           |             |               |                 |               |                      |               | MC                   | V Corps        | 283rd BSB       | 100th ASG      |                  |                      | 1994       |
| Unter-franken        | Aschaffenburg         |             |               |                 |               |                      |               | MC                   | VII Corps      | BSB             | 98th ASG       |                  |                      | 1992       |
| Unter-franken        | Schweinfurt           |             |               |                 |               |                      |               | MC                   | VII Corps      | 280th BSB       | 98th ASG       | USAG             |                      | 2014       |
| Unter-franken        | Bad Kissingen AB      | Air Base    | Wiesbaden MP  |                 |               |                      |               |                      |                |                 |                |                  |                      | 1952       |
| Unter-franken        | Schweinfurt AB        | Air Base    | Wiesbaden MP  |                 |               |                      |               |                      |                |                 |                |                  |                      | 1947       |
| Unter-franken        | Giebelstadt AB        | Air Base    | Wiesbaden MP  | Air Base        | USAFE         |                      |               |                      |                |                 |                |                  |                      | 1962       |
| Ober-franken         | Bamberg               | MP          | 1st ID        | Subpost         | NACOM         |                      |               | MC                   | VII Corps      | 279th BSB       | 99th ASG       | USAG             |                      | 2014       |
| Ober-franken         | Bindlach-Bayreuth     |             |               | Subpost         | SACOM         |                      |               | MC                   | 7th ATC        |                 |                |                  |                      | 1992       |
| Mittel-franken       | Nürnberg-Fürth        | MP          | 1st ID        | MP              | SACOM         | North Bavaria AC     | USAACOM       | MC                   | VII Corps      | 416th BSB       | 99th ASG       |                  |                      | 1995       |
| Mittel-franken       | Erlangen              |             |               | Subpost         | SACOM         |                      |               |                      |                |                 |                |                  |                      | 1992       |
| Mittel-franken       | Ansbach               |             |               | Subpost         | SACOM         |                      |               | MC                   | VII Corps      | 235th BSB       | 99th ASG       |                  |                      | 1995       |
| Mittel-franken       | Ansbach AS            | Air Depot   | Wiesbaden MP  |                 |               |                      |               |                      |                |                 |                |                  |                      | 1947       |
| Oberpfalz            | Grafenwöhr            | MP          | 1st ID        | 7th ATC         | SACOM         |                      |               | Amberg MC            | 7th ATC        | 409th BSB       | 100th ASG      | USAG             | USAG Bavaria         |            |
| Oberpfalz            | Regensburg            | MP          | 1st ID        | Subpost         | SACOM         |                      |               | MC                   | 7th ATC        |                 |                |                  |                      | 1992       |
| Oberpfalz            | Hohenfels             |             |               |                 |               |                      |               | MC                   | 7th ATC        | 282nd BSB       | 100th ASG      | USAG             | USAG Bavaria         |            |
| Oberpfalz            | Vilseck               |             |               |                 |               |                      |               | MC                   | 7th ATC        | 281st BSB       | 100th ASG      | USAG Grafen-wöhr | USAG Bavaria         |            |
| Nieder-bayern        | Straubing             |             |               | Subpost         | SACOM         |                      |               |                      |                |                 |                |                  |                      | 1964       |
| Nieder-bayern        | Straubing AB          | Air Base    | Wiesbaden MP  |                 |               |                      |               |                      |                |                 |                |                  |                      | 1947       |
| Oberbayern           | München               | MP          | 1st ID        | MP              | SACOM         |                      |               | MC                   | VII Corps      |                 |                |                  |                      | 1992       |
| Oberbayern           | Bad Tölz              | MP          | 1st ID        | Subpost         | SACOM         |                      |               | MC                   | VII Corps      |                 |                |                  |                      | 1991       |
| Oberbayern           | Berchtes-gaden        |             |               | Subpost         | SACOM         |                      |               |                      |                |                 |                |                  |                      | 1995       |
| Oberbayern           | Garmisch              | MP          | 1st ID        | Subpost         | SACOM         |                      |               | MC                   | VII Corps      | Prov BSB        | 99th ASG       | USAG             | USAG Bavaria         |            |
| Oberbayern           | Landsberg AB          | Air Base    | Wiesbaden MP  | Air Base        | USAFE         |                      |               |                      |                |                 |                |                  |                      | 1958       |
| Oberbayern           | Fürsten-feldbruck AB  | Air Base    | Wiesbaden MP  | Air Base        | USAFE         |                      |               |                      |                |                 |                |                  |                      | 1957       |
| Oberbayern           | Neubiberg AB          | Air Base    | Wiesbaden MP  | Air Base        | USAFE         |                      |               |                      |                |                 |                |                  |                      | 1958       |
| Oberbayern           | Munich AB             | Air Base    | Wiesbaden MP  | Air Base        | USAFE         |                      |               |                      |                |                 |                |                  |                      | 1947       |
| Oberbayern           | Oberwiesen-feld AB    | Air Base    | Wiesbaden MP  | Air Base        | USAFE         |                      |               |                      |                |                 |                |                  |                      | 1957       |
| Oberbayern           | Erding AB             | Air Base    | Wiesbaden MP  | Air Base        | USAFE         | Air Base             | USAFE         |                      |                |                 |                |                  |                      | 1994       |
| Oberbayern           | Oberpfaffen-hofen AB  | Air Base    | Wiesbaden MP  |                 |               |                      |               |                      |                |                 |                |                  |                      | 1949       |
| Schwaben             | Augsburg              | MP          | 1st ID        | MP              | SACOM         | South Bavaria AC     | USAACOM       | MC                   | VII Corps      | 236th BSB       | 99th ASG       |                  |                      | 1998       |
| Schwaben             | Neu-Ulm               |             |               | Subpost         | SACOM         |                      |               | MC                   | VII Corps      |                 |                |                  |                      | 1991       |
| Schwaben             | Kaufbeuren            | MP          | 1st ID        |                 |               |                      |               |                      |                |                 |                |                  |                      | 1957       |
| Schwaben             | Kaufbeuren AB         | Air Base    | MP Wiesbaden  | Air Base        | USAFE         |                      |               |                      |                |                 |                |                  |                      | 1957       |
| Schwaben             | Lechfeld AB           | Air Base    | Wiesbaden MP  | Air Base        | USAFE         |                      |               |                      |                |                 |                |                  |                      | 1957       |
| Pfalz                | Kaisers-lautern       |             |               | MP              | WACOM         | Palatinate AC        | USAACOM       | MC                   | 21st SUPCOM    | 415th BSB       | 29th ASG       | USAG             | USAG Rheinland-Pfalz |            |
| Pfalz                | Pirmasens             |             |               | Subpost         | WACOM         |                      |               | MC                   | 21st SUPCOM    | 294th BSB       | 29th ASG       |                  |                      | 1997       |
| Pfalz                | Zweibrücken           |             |               |                 |               |                      |               | MC                   | 21st SUPCOM    | BSB             | 29th ASG       |                  |                      | 1994       |
| Pfalz                | Zweibrücken AB        |             |               |                 |               |                      |               | Air Base             | USAFE          |                 |                |                  |                      | 1991       |
| Pfalz                | Ramstein AB           |             |               | Air Base        | USAFE         | Air Base             | USAFE         | Air Base             | USAFE          | Air Base        | USAFE          | Air Base         | USAFE                |            |
| Pfalz                | Sembach AB            |             |               | Air Base        | USAFE         | Air Base             | USAFE         | Air Base             | USAFE          | Air Base        | USAFE          |                  |                      | 1995       |
| Pfalz                | Kapaun AS             |             |               | Air Station     | USAFE         | Air Station          | USAFE         | Air Station          | USAFE          | Air Station     | USAFE          |                  |                      | 1994       |
| Hunsrück             | Bad Kreuznach         |             |               | MP              | WACOM         | Rhineland AC         | USAACOM       | MC                   | V Corps        | 410th BSB       | 53rd ASG       |                  |                      | 2001       |
| Hunsrück             | Baumholder            |             |               | Subpost         | WACOM         |                      |               | MC                   | V Corps        | 222nd BSB       | 53rd ASG       | USAG             | USAG                 |            |
| Hunsrück             | Hahn AB               |             |               | Air Base        | USAFE         | Air Base             | USAFE         | Air Base             | USAFE          |                 |                |                  |                      | 1994       |
| Hunsrück             | Wüschheim AS          |             |               |                 |               | Air Station          | USAFE         | Air Station          | USAFE          |                 |                |                  |                      | 1992       |
| Eifel/Mosel          | Trier AB              |             |               | Air Base        | USAFE         |                      |               |                      |                |                 |                |                  |                      | 1960       |
| Eifel/Mosel          | Bitburg AB            |             |               | Air Base        | USAFE         | Air Base             | USAFE         | Air Base             | USAFE          |                 |                |                  |                      | 1994       |
| Eifel/Mosel          | Spangdahlem AB        |             |               | Air Base        | USAFE         | Air Base             | USAFE         | Air Base             | USAFE          | Air Base        | USAFE          | Air Base         | Air Base             |            |
| Eifel/Mosel          | Prüm AS               |             |               | Air Station     | USAFE         | Air Station          | USAFE         | Air Station          | USAFE          | Air Station     | USAFE          |                  |                      | 1994       |
| Rheinhessen          | Mainz                 |             |               |                 |               |                      |               | MC                   | V Corps        | Prov BSB        | 53rd ASG       |                  |                      | 1995       |
| Rheinhessen          | Worms                 |             |               |                 |               |                      |               | MC                   | 21st SUPCOM    |                 |                |                  |                      | 1996       |
| Nord-deutschland     | Bremerhaven           | MP          | EUCOM         | POE             | USAACOM       | POE                  | USAACOM       |                      |                |                 |                |                  |                      | 1998       |
| Nord-deutschland     | Nordholz AB           | Air Base    | Wiesbaden MP  |                 |               |                      |               |                      |                |                 |                |                  |                      | 1947       |
| Nord-deutschland     | Garlstedt             |             |               |                 |               |                      |               | Nord-deutsch-land MC | 21st SUPCOM    | 543rd ASG       | 543rd ASG      |                  |                      | 1993       |
| Nord-deutschland     | Hessisch Oldendorf AS |             |               |                 | Air Station   | USAFE                |               | Air Station          | USAFE          |                 |                |                  |                      | 1991       |
| Niederrhein/ Benelux | Rheinberg             |             |               |                 |               |                      |               | MC                   | 7th SUPCOM     | 54th ASG        | 54th ASG       |                  |                      | 1996       |
| Niederrhein/ Benelux | Chièvres (BE)         |             |               |                 |               |                      |               |                      |                | 80th ASG        | 80th ASG       | USAG             | USAG                 |            |
| Niederrhein/ Benelux | Schinnen (NL)         |             |               |                 |               |                      |               |                      |                | 254th BSB       | 80th ASG       | USAG             | USAG                 |            |
| Berlin               | Berlin                | MP          | EUCOM         | Berlin Command  | USAACOM       | Berlin Command       | USAACOM       | MC                   | US Army Berlin | Berlin Brigade  | US Army Berlin |                  |                      | 1994       |
| Berlin               | Tempelhof AS          | Air Base    | Wiesbaden MP  | Central Airport | USAFE         | Central Airport      | USAFE         | Central Airport      | USAFE          | Central Airport | USAFE          |                  |                      | 1994       |

## Abkürzungen
| Abkürzung | Text                                  |
| --------- | ------------------------------------- |
| AB        | Air Base                              |
| AC        | Area Command                          |
| AD        | Armored Division                      |
| AS        | Air Station                           |
| ASG       | Area Support Command                  |
| AST       | Area Support Team                     |
| ATC       | Army Training Command                 |
| BA-MA     | Bundesarchiv-Militärarchiv (Freiburg) |
| BE        | Belgien                               |
| BSB       | Base Support Battalion                |
| EUCOM     | United States European Command        |
| HACOM     | Headquarters Area Command             |
| HQ        | Headquarters                          |
| ID        | Infantry Division                     |
| MC        | Military Community                    |
| MP        | Military Post                         |
| NACOM     | Northern Area Command                 |
| NL        | Niederlande                           |
| POE       | Port of Embarkation                   |
| PX        | Post Exchange                         |
| SACOM     | Southern Area Command                 |
| SUPCOM    | Support Command                       |
| USAACOM   | United States Army Area Command       |
| USAFE     | United States Air Force in Europe     |
| USAG      | United States Army Garrison           |
| USAREUR   | United States Army Europe             |
| USCON     | United States Constabulary            |
| USFET     | United States Forces European Theater |
| WACOM     | Western Area Command                  |